# Věra Růžičková
Pour les articles homonymes, voir Růžičková.
Věra Růžičková, née le 10 août 1928 à Brno en Tchécoslovaquie et morte le 24 novembre 2018, est une gymnaste tchécoslovaque puis tchèque.
En 1948, elle participe aux Jeux olympiques à Londres et remporte la médaille d'or par équipe. 

## Palmarès

### Jeux olympiques
- Londres 1948
  -  médaille d'or au concours par équipes